# Oreophryne wapoga
Oreophryne wapoga és una espècie de granota que viu a Indonèsia.